# اوشتربرگ
اوشتربرگ (به آلمانی: Osterberg) یک شهر در آلمان است که در نوی-اولم واقع شده‌است. اوشتربرگ ۸۶۰ نفر جمعیت دارد.